# Gebhard Müller
Gebhard Müller, né le 17 avril 1900 à Füramoos, Empire allemand et mort le 7 août 1990 à Stuttgart, est un homme politique et juriste allemand.
Membre du Parti du centre allemand jusqu'à l'arrivée au pouvoir d'Adolf Hitler, il a rejoint après la Seconde Guerre mondiale l'Union chrétienne-démocrate d'Allemagne (CDU). En 1948, il devient président du Land de Wurtemberg-Hohenzollern, absorbé quatre ans plus tard par le nouveau Land du Bade-Wurtemberg, dont il est désigné ministre-président en 1953. Il démissionne en 1958 afin de prendre, trois semaines plus tard, la présidence du Tribunal constitutionnel fédéral d'Allemagne, qu'il conserve jusqu'en 1971.

## Éléments personnels

### Formation
Il effectue ses études secondaires à Ludwigsbourg, puis sert dans un régiment d'artillerie au cours de la dernière année de la Première Guerre mondiale, sans jamais devoir se rendre sur le théâtre des opérations. En 1919, il entreprend des études supérieures de théologie catholique, d'histoire et de philosophie à l'université Eberhard Karl de Tübingen. Il interrompt rapidement son cursus et se réoriente vers le droit et les sciences politiques, domaines dans lesquels il obtiendra un doctorat en juin 1929.

### Carrière sous la République de Weimar
Après avoir accompli son stage au tribunal local de Ludwigsbourg, il travaille au tribunal régional puis au parquet de Stuttgart, et enfin dans un cabinet d'avocats. Une fois son doctorat obtenu, il devient juge adjoint, à Stuttgart puis Tübingen. Il rejoint, le 1er septembre 1930, la fonction publique en tant que conseiller fiscal de l'administration du diocèse de Rottenburg am Neckar.
À l'instar de son père, il a appartenu au Parti du centre allemand (Zentrum), qu'il a quitté en 1993 après en avoir présidé les structures locales de Rottenburg am Neckar.

### À l'époque du national-socialisme
Au printemps de 1933, il est mis fin à son affectation administrative. Il retourne alors à sa carrière judiciaire, occupant un poste de juge adjoint à Göppingen puis Waiblingen. Il est promu juge l'année suivante, au tribunal local de Göppingen.
Bien qu'il ait été membre de la Fédération national-socialiste des juristes allemands (BNSDJ) et du Bien-être national-socialiste du peuple (NSV), sa participation au régime hitlérien s'est limitée à ses fonctions juridiques. Il a ainsi voté non au référendum du 10 avril 1938 sur l'annexion de l'Autriche par l'Allemagne, ce qui lui a valu une enquête de la Gestapo, et a porté plainte contre un préfet lors de la Nuit de Cristal, au mois de novembre suivant, ce qui a conduit à sa mutation au tribunal de Stuttgart.
Peu de temps avant le déclenchement de la Seconde Guerre mondiale, il est enrôlé dans la Wehrmacht et sert pendant la bataille de France. Il revient une première fois en Allemagne, mais retourne au combat en 1944 dans une division anti-aérienne qui officiera près de Berlin en 1945. Capturé en mai 1945, il est détenu quelques jours près de la frontière austro-bavaroise.

### Vie privée
Il était le cinquième fils d'une famille d'instituteurs de Haute-Souabe. À son retour de France, il a épousé Marianne Lutz, avec qui il a eu trois fils.

## Carrière politique

### Président du Wurtemberg-Hohenzollern
Il sert comme procureur général pour les autorités françaises d'occupation, puis prend en 1947 la présidence de la fédération de l'Union chrétienne-démocrate d'Allemagne (CDU) dans le Land de Wurtemberg-Hohenzollern. Élu député au Landtag lors des élections du 18 mai, Gebhard Müller est investi président du Wurtemberg-Hohenzollern le 13 août 1948. Il prend la tête d'une coalition réunissant la CDU, le Parti social-démocrate d'Allemagne (SPD) et le Parti populaire démocrate (DVP), forte de 55 députés sur 60.
À ce poste, il se fait connaître en s'opposant aux Français, entre 1948 et 1949, concernant les modalités de leur démantèlement militaire. En outre, il a refusé d'accorder sa grâce à Richard Schuh, un meurtrier de 28 ans qui sera donc exécuté le 18 février 1949 à la prison de Tübingen. Il s'agit là de la dernière condamnation à mort exécutée en Allemagne de l'Ouest.

### Ministre-président du Bade-Wurtemberg
Son mandat prend fin le 25 avril 1952, lorsque son Land, le Wurtemberg-Bade et le Land de Bade fusionnent pour former le Bade-Wurtemberg. Bien qu'il fût le chef de la première force parlementaire, il n'a pu prendre la direction du nouveau Land, le libéral Reinhold Maier, qui dirigeait le Wurtemberg-Bade ayant formé une alliance entre son parti, les sociaux-démocrates et le parti des réfugiés (GB/BHE). À la suite de la victoire des chrétiens-démocrates aux élections fédérales de 1953, Gebhard Müller, élu député au Bundestag, est investi le 7 octobre suivant ministre-président du Bade-Wurtemberg par une alliance rassemblant la CDU et les trois formations de la coalition sortante et qui cumulait 117 des 121 sièges au Landtag. Il démissionne de son mandat fédéral le 11 novembre.
Chef de file chrétien-démocrate aux élections régionales de 1956, il arrive en tête avec 42 % des voix et 56 élus sur 120, puis reconduit sa « super grande coalition », qui contrôle désormais l'ensemble des sièges qui composent le Landtag.

### Président du Tribunal constitutionnel fédéral
Il démissionne du gouvernement régional le 17 décembre 1958, étant remplacé par le député fédéral Kurt Georg Kiesinger, et renonce le 1er janvier 1959 à son mandat parlementaire régional, qu'il détenait depuis sept ans. Sept jours plus tard, il devient le troisième président du Tribunal constitutionnel fédéral d'Allemagne. Il occupe ce poste jusqu'au 8 décembre 1971, date de son départ à la retraite et de son retrait de la vie publique.